# Duault
Duault (bretonisch Duaod) ist eine französische Gemeinde mit 388 Einwohnern (Stand: 1. Januar 2022) im Département Côtes-d’Armor in der Region Bretagne. Sie gehört zum Arrondissement Guingamp und zum Kanton Callac. Die Einwohner werden Duaultois(es) genannt.

## Geographie
Duault liegt etwa 52 Kilometer südwestlich von Saint-Brieuc. An der südlichen Gemeindegrenze verläuft das Flüsschen Corong, im Norden der Pont Hellou.

## Geschichte
1869 entstanden die Gemeinden Saint-Nicodème und Saint-Servais aus Teilen der Gemeinde Duault. 

## Bevölkerungsentwicklung
| Duault: Einwohnerzahlen von 1793 bis 2016                                                                                  | Duault: Einwohnerzahlen von 1793 bis 2016 | Duault: Einwohnerzahlen von 1793 bis 2016 | Duault: Einwohnerzahlen von 1793 bis 2016 | Duault: Einwohnerzahlen von 1793 bis 2016 |
| --- | ----------------------------------------- | ----------------------------------------- | ----------------------------------------- | ----------------------------------------- |
| Jahr |                                           |                                           |                                           | Einwohner                                 |
| 1793 | 1793                                      |                                           | 2.467                                     | 2.467                                     |
| 1800 | 1800                                      |                                           | 2.073                                     | 2.073                                     |
| 1806 | 1806                                      |                                           | 2.197                                     | 2.197                                     |
| 1821 | 1821                                      |                                           | 1.899                                     | 1.899                                     |
| 1831 | 1831                                      |                                           | 2.341                                     | 2.341                                     |
| 1836 | 1836                                      |                                           | 2.379                                     | 2.379                                     |
| 1841 | 1841                                      |                                           | 2.519                                     | 2.519                                     |
| 1846 | 1846                                      |                                           | 2.700                                     | 2.700                                     |
| 1851 | 1851                                      |                                           | 2.829                                     | 2.829                                     |
| 1856 | 1856                                      |                                           | 2.836                                     | 2.836                                     |
| 1861 | 1861                                      |                                           | 2.805                                     | 2.805                                     |
| 1866 | 1866                                      |                                           | 2.847                                     | 2.847                                     |
| 1872 | 1872                                      |                                           | 918                                       | 918                                       |
| 1876 | 1876                                      |                                           | 1.344                                     | 1.344                                     |
| 1881 | 1881                                      |                                           | 1.332                                     | 1.332                                     |
| 1886 | 1886                                      |                                           | 1.430                                     | 1.430                                     |
| 1891 | 1891                                      |                                           | 1.353                                     | 1.353                                     |
| 1896 | 1896                                      |                                           | 1.363                                     | 1.363                                     |
| 1901 | 1901                                      |                                           | 1.246                                     | 1.246                                     |
| 1906 | 1906                                      |                                           | 1.308                                     | 1.308                                     |
| 1911 | 1911                                      |                                           | 1.319                                     | 1.319                                     |
| 1921 | 1921                                      |                                           | 1.321                                     | 1.321                                     |
| 1926 | 1926                                      |                                           | 1.389                                     | 1.389                                     |
| 1931 | 1931                                      |                                           | 1.251                                     | 1.251                                     |
| 1936 | 1936                                      |                                           | 1.115                                     | 1.115                                     |
| 1946 | 1946                                      |                                           | 1.020                                     | 1.020                                     |
| 1954 | 1954                                      |                                           | 843                                       | 843                                       |
| 1962 | 1962                                      |                                           | 787                                       | 787                                       |
| 1968 | 1968                                      |                                           | 638                                       | 638                                       |
| 1975 | 1975                                      |                                           | 529                                       | 529                                       |
| 1982 | 1982                                      |                                           | 442                                       | 442                                       |
| 1990 | 1990                                      |                                           | 404                                       | 404                                       |
| 1999 | 1999                                      |                                           | 356                                       | 356                                       |
| 2006 | 2006                                      |                                           | 335                                       | 335                                       |
| 2011 | 2011                                      |                                           | 364                                       | 364                                       |
| 2016 | 2016                                      |                                           | 359                                       | 359                                       |
| Quelle(n): EHESS/Cassini bis 1999, INSEE ab 2006 Anmerkung(en): Ab 1962 offizielle Zahlen ohne Einwohner mit Zweitwohnsitz |                                           |                                           |                                           |                                           |

Der markante Rückgang der Bevölkerung zwischen 1866 und 1872 ist mit der Entlassung der Gemeinden Saint-Nicodème und Saint-Servais in ihre Selbstständigkeit im Jahre 1869 verbunden.

## Baudenkmäler
Siehe: Liste der Monuments historiques in Duault
- Schloss Rosviliou, erbaut im 17. Jahrhundert, seit 1927 als Monument historique eingeschrieben
- Kapelle Saint-Jean in Landugen mit Ursprüngen aus dem 16. Jahrhundert, seit 1927 als Monument historique eingeschrieben
- Calvaire in Landugen aus dem 17. Jahrhundert
- Pfarrkirche Saint-Maudez, Vorgängerkirche wurde im 16. Jahrhundert errichtet, vollständiger Neubau 1892
- Haus der Benediktiner, genannt „das Priorat“ in Landugen, 1736 erbaut, Kapelle seit 1926 als Monument historique eingeschrieben
- Herrenhaus in Le Neveit, erbaut 1647
- Herrenhaus in Kerivoal aus dem 16./17. Jahrhundert
- Herrenhaus in Kerfichant vermutlich aus dem 16. Jahrhundert
- Herrenhaus in Guernoquin aus dem 17. Jahrhundert
- Herrenhaus in Lespoul aus der ersten Hälfte des 17. Jahrhunderts

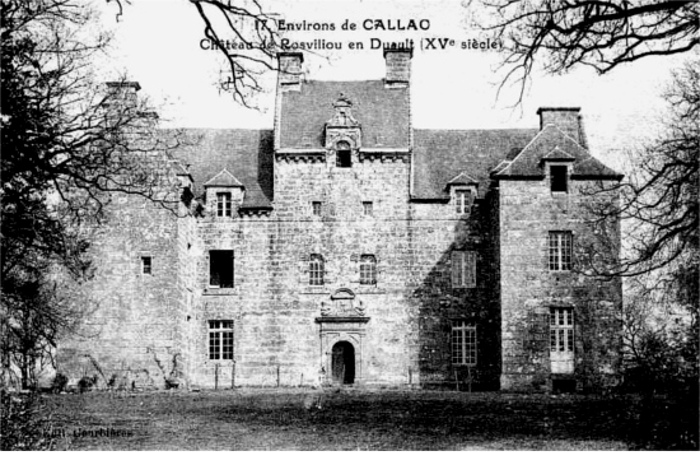
Schloss Rosviliou
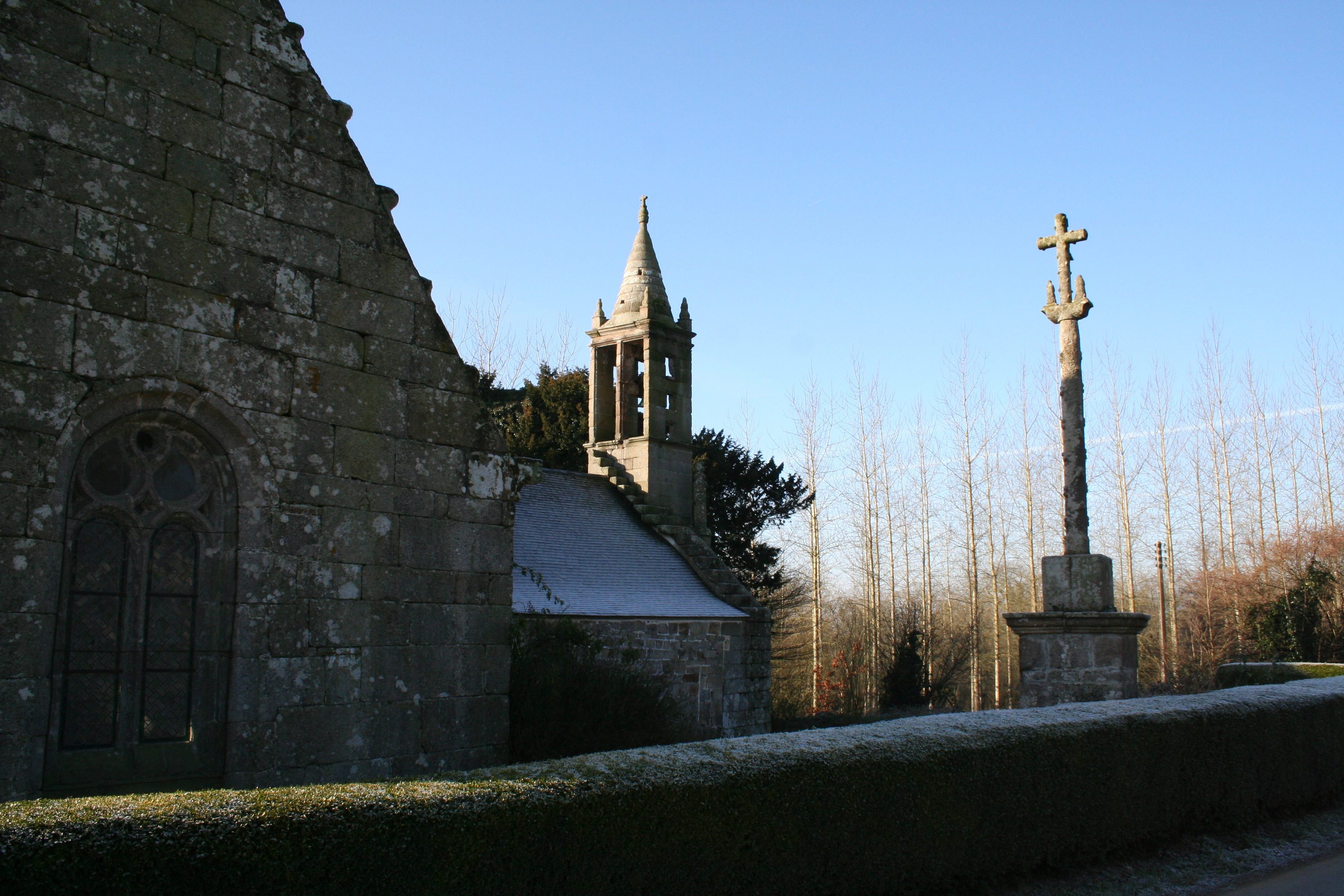
Priorat in Landugen